# Convergencia Canaria
Convergencia Canaria (CC) fue un partido político de las Islas Canarias de carácter insularistas. Fue inscrito oficialmente el 3 de septiembre de 1982 por miembros de UCD canaria y se presentó a las elecciones generales de España de 1982 contando con el apoyo del Partido Demócrata Liberal, obteniendo 25 792 votos (0,12%).
En 1983 adoptó el nombre de Convergencia Nacionalista Canaria y se presentó a las elecciones autonómicas canarias de 1983, donde obtuvo 24 483 votos (3,96%), con un máximo del 8% en la provincia de Las Palmas, y un escaño. Poco después comenzaría un acercamiento con el naciente Partido Reformista Democrático de Miquel Roca, cambiando su nombre a Convergencia Canaria Reformista.
En las elecciones autonómicas canarias de 1987 se presentó como Unión Canaria de Centro (UCC) en Gran Canaria y Fuerteventura, en coalición con el Partido Liberal (PL), pero solo obtiene 15 580 votos (2,34%) y ningún escaño. En 1993 acabaría integrándose en Coalición Canaria.

## Resultados electorales

### Elecciones al Parlamento de Canarias
| Elecciones y fecha | Candidato                 | Votos       | %    | Diputados | Gobierno           |
| ------------------ | ------------------------- | ----------- | ---- | --------- | ------------------ |
| 1983               | Gregorio Toledo Rodríguez | 24.479 (#5) | 4,42 | 1/60      | Oposición          |
| 1987a              |                           | 15.580 (#7) | 2,34 | 0/60      | Extraparlamentario |

a En Unión Canaria de Centro (UCC).

### Elecciones generales
| Elecciones y fecha | Votos       | %    | Diputados |
| ------------------ | ----------- | ---- | --------- |
| 1982               | 25.792 (#6) | 3,95 | 0/13      |
| 1986a              | 9.848 (#7)  | 1,47 | 0/13      |

a En las listas de PRD